# زوي دوسن
زوي دوسن (بالإنجليزية: Zoe Dawson)‏ هي ممثلة بريطانية، ولدت في 30 يناير 1979 في والسال في المملكة المتحدة.

## وصلات خارجية
- زوي دوسن على موقع IMDb (الإنجليزية)